# Nora Attal
Pour les articles homonymes, voir Attal.
Nora Maria Attal (en arabe : نورا عتّال) , née le 12 juin 1999 à Londres, est un mannequin femme britannique  d'origine marocaine. 

## Parcours
Nora Attal a été découverte en 2014 par le photographe Jamie Hawkesworth dans son école, qui faisait un casting pour une publicité de JW Anderson (en). Elle est diplômée en criminologie et en psychologie, toujours à Londres. Mais elle a posé aussi pour diverses marques comme Chanel, Prada, Elie Saab, Nina Ricci, Chanel, Valentino, Dior, Versace et Alexander McQueen, et d’autres,,,. Elle a fait également la couverture de plusieurs revues, telles British Vogue, Vogue Arabia, l'édition pour le monde arabe, Vogue Italia, l'édition italienne, et Vogue, l'édition américaine du même magazine,,,,,.
En janvier 2019, elle est classée parmi les 50 meilleurs modèles par models.com. À plusieurs reprises, fière de ses origines, elle a tenu à poser avec des membres de sa famille, par exemple en 2019 dans la demeure familiale de Larache, pour Vogue Italia, avec la présence de trois générations sur une photo (elle, son frère et sa sœur, sa grand-mère au centre de cette photo, sa mère et son père, tous habillés par la maison Chanel),, et en 2020  pour une campagne britannique de la marque américaine Ralph Lauren, où elle pose aux côtés de son père, de sa mère et de ses frère et sœur.